# وولگا (آیووا)
وولگا (به انگلیسی: Volga) شهری در ایالت آیووا کشور ایالات متحده آمریکا است که جمعیت آن در سرشماری سال ۲۰۱۰ میلادی، ۲۰۸ نفر بوده‌است.